# Camprodon
Camprodon (katalánská výslovnost: [kəmpɾuˈðon]; odvozeno z Camp Rodó – „kulaté pole“, původně z latinského Campus Rotundus) je malé město v comarce Ripollès v provincii Girona v Katalánsku ve Španělsku. Nachází se v Pyrenejích, blízko francouzských hranic.

## Historie
Osídlení Camprodonu se datuje do roku 1118, kdy Ramon Berenguer III. povolil zřízení trhu poblíž kláštera Sant Pere de Camprodon, který se nachází v dnešním městě. V roce 1252 byl Camprodonu udělen titul královského města a byl vyňat z pravomoci opata z kláštera Sant Pere.

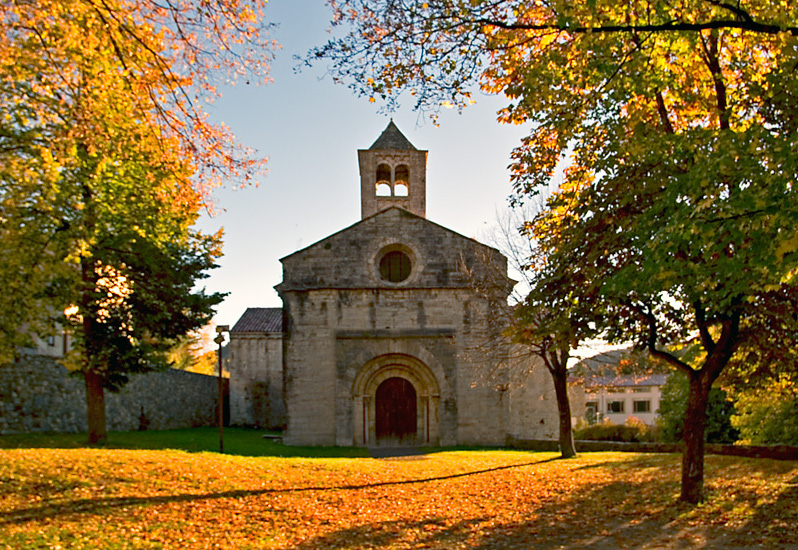
Sant Pere de Camprodon

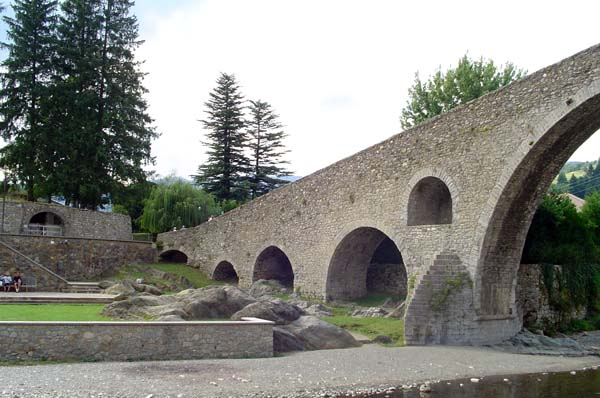
Pont Nou de Camprodon

Město slaví svátek svatého Patllariho a kostel Santa Maria de Camprodon uchovává jeho ostatky v relikviáři ze 14. století.
Epicentrum katalánského zemětřesení v roce 1428, které si vyžádalo stovky obětí, se nacházelo poblíž Camprodonu. Zemětřesení bylo spojeno s aktivní zlomovou linií Amer-Brugent, která leží jihovýchodně od města.

## Významné osobnosti
Camprodon je rodištěm hudebního skladatele Isaaca Albénize, kterému je věnováno místní muzeum.
Narodil se zde také skialpinista Marc Solà Pastoret.